# David Bell (cestista)
David Bell (Oakland, 20 giugno 1981) è un ex cestista statunitense, professionista nella NBDL e in Europa.